# Wagner Gonçalves
Wagner Gonçalves dos Santos, mais conhecido como Wagner Gonçalves (Duque de Caxias, 10 de Fevereiro de 1978), é um carnavalesco brasileiro.

## Biografia
No ano de 1994, o artista iniciou os seus primeiros passos no mundo do carnaval, quando foi trabalhar como aderecista do carnavalesco Joãozinho Trinta, então atuando na Viradouro. sua experiência como assistente, fez com que no ano de 2003, recebesse sua primeira oportunidade para desenvolver um carnaval, pela Renascer de Jacarepaguá e posteriormente sendo convidado a ser figurinista, na Mocidade, no ano de 2005. Em 2007 fez um excelente trabalho frente da Inocentes, tendo depois indo para a Cubango onde desenvolveu um enredo sobre Mercedes Baptista a primeira bailarina negra do Teatro Municipal - e protagonizou o documentário Barracão que acompanhou todo o processo criativo do carnavalesco. Infelizmente por falta de suporte financeiro da escola ficou a desejar.
No ano de 2010, a convite de Paulo Barros voltou a ser o carnavalesco da escola de Jacarepaguá. Foi convidado em 2011  para a Mangueira onde desenvolveu junto com Mauro Quintaes uma homenagem ao centenário do nascimento de Nelson Cavaquinho. onde mesmo com dificuldades, obteve a terceira colacação e em 2012, retornou como carnavalesco da Inocentes, por onde foi campeão do grupo A. estando novamente no Especial, com a "Caçulinha da Baixada" e mesmo recebendo propostas de outras agremiações, preferiu continuar na Inocentes. Depois do carnaval, Wagner deixou a Inocentes encerrando sua segunda passagem pela agremiação de Belford Roxo. e meses depois migrou para a Porto da Pedra para ser o novo carnavalesco. após ter tido um ano sabático, Wagner retorna novamete como carnavalesco da Caçulinha da Baixada. 
Mas em 2019 foi se aventurar nos desfiles da Intendente Magalhães, e desenvolveu metade do carnaval da União do Parque Curicica. e retornando em 2021, como carnavalesco da Estácio de Sá, dividindo com Mauro Leite.

## Carnavais
Abaixo, a lista de desfiles assinados por Wagner Gonçalves.
| Ano  | Escola                  | Colocação              | Divisão        | Enredo                                                                            | Ref.   |
| ---- | ----------------------- | ---------------------- | -------------- | --------------------------------------------------------------------------------- | ------ |
| 2003 | Renascer                | 3.º lugar              | Grupo B        | Arre égua! Hoje nós vamos pras comédias!                                          |        |
| 2007 | Inocentes               | Vice-campeã            | Grupo B        | Chatô, a Fanfarra do Homem Sério Mais Engraçado do Brasil                         |        |
| 2008 | Cubango                 | 9.º lugar              | Grupo A        | Mercedes Baptista, de Passo a Passo, um Passo                                     |        |
| 2010 | Renascer                | 8.º lugar              | Grupo A        | Aquaticópolis                                                                     |        |
| 2011 | Mangueira               | 3.º lugar              | Especial       | O Filho Fiel, Sempre Mangueira                                                    |        |
| 2012 | Inocentes               | Campeã                 | Grupo A        | Corumbá – Ópera Tupi Guaikuru                                                     |        |
| 2013 | Inocentes               | 12.º lugar (Rebaixada) | Especial       | As sete confluências do Rio Han - 50 anos de imigração da Coreia do Sul no Brasil |        |
| 2014 | Inocentes               | 10.º lugar             | Série A        | O triunfo da América - o canto lírico de Joaquina Lapinha                         |        |
| 2015 | Porto da Pedra          | 11.º lugar             | Série A        | Há uma luz que não se apaga                                                       |        |
| 2017 | Inocentes               | 9.º lugar              | Série A        | Vilões, o verso do inverso                                                        |        |
| 2018 | Inocentes               | 4º. lugar              | Série A        | Mojú, Magé, Mojubá – Sinfonias e Batuques                                         |        |
| 2019 | Parque Curicica         | Vice-campeã            | Série B        | Eu vi Deus, ela é negra!                                                          | [ 15 ] |
| 2022 | Estácio de Sá           | 8.º lugar              | Série Ouro     | Cobra-coral, Papagaio Vintém, #VestirRubroNegro não tem pra ninguém               | [ 14 ] |
| 2023 | Unidos de Padre Miguel  | Vice-campeã            | Série Ouro     | Baião de Mouros                                                                   | [ 16 ] |
| 2024 | Piedade                 | 3.º lugar              | Grupo Especial | Quilombo Piedade                                                                  |        |
| 2025 | Mocidade de Vila Isabel | 3.º lugar              | ÚNICO          | Tesouro, piratas... Entre sete mares e três rios                                  | [ 17 ] |
| 2025 | Império da Tijuca       | 10.º Lugar             | Série Prata    | Ebó: Oferendas para os Deuses                                                     | [ 18 ] |

## Títulos e estatísticas
| Grupo            | Campeonato | Ano  | Vice | Ano  | Terceiro lugar | Ano       |
| ---------------- | ---------- | ---- | ---- | ---- | -------------- | --------- |
| Primeira divisão | 0          | -    | 0    | -    | 2              | 2011 2025 |
| Segunda divisão  | 1          | 2012 | 1    | 2023 | 0              | -         |

## Premiações
- Plumas & Paetês Cultural

1. 2007 - Melhor carnavalesco (Inocentes) [19]
2. 2012 - Melhor desenhista (Inocentes) [20]
3. 2014 - Melhor pesquisador (Inocentes) [21]
4. 2023 - Melhor carnavalesco (Unidos de Padre Miguel) [22]

- S@mba-Net

1. 2003 - Melhor enredo (Renascer - "Arre égua! Hoje nós vamos pras comédias!") [23]
2. 2003 - Melhor conjunto de fantasias (Renascer) [23]
3. 2007 - Melhor conjunto de alegorias (Inocentes) [24]
4. 2007 - Melhor conjunto de fantasias (Inocentes) [25]
5. 2012 - Melhor conjunto de alegorias (Inocentes) [26]
6. 2012 - Melhor conjunto de fantasias (Inocentes) [27]
7. 2023 - Melhor enredo (UPM - "Baião de Mouros") [28]

- Troféu Jorge Lafond

1. 2007 - Melhor carnavalesco (Inocentes) [29][30]

- Troféu Rádio Manchete

1. 2011 - Melhor enredo ("O Filho Fiel, Sempre Mangueira") [31]

- Troféu Sambario

1. 2011 - Melhor enredo ("O Filho Fiel, Sempre Mangueira") [32]